# タツクチナワ
タツクチナワとは、北部九州に伝わる怪蛇である。
耳を持つ蛇であり、佐賀県小城市の龍天池では、これが水面を通るときに池で泳いでいる者は、必ず河童による水難に遭うという。
名称の「クチナワ」には、蛇または蛇憑きの意味がある。